# Malin Buska
Malin Kristina Buska (15 de marzo de 1984, Övertorneå) es una actriz sueca, más conocida por haber interpretado a Natalie Krajnic en la película Snabba Cash - Livet Deluxe.

## Biografía
En el 2007 se graduó de la Academia de Teatro en Malmö.

## Carrera
En 2011 apareció en la película Happy End, donde dio vida a Katrine. 
Ese mismo año Malin fue galardonada con el premio "Rising Star" en el Festival de Cine de Estocolmo.
En 2012 interpretó a Hannah Persson en la película sueca Prime Time. 
En 2013 se unió al elenco principal de la película Snabba Cash - Livet Deluxe, donde interpretó a la estudiante de leyes Natalie "Nata" Krajnic. 
En 2015 protagonizó la película The Girl King, donde dio vida a la reina Cristina.

## Filmografía

### Series de televisión
| Año             | Título                 | Personaje     | Notas        |
| --------------- | ---------------------- | ------------- | ------------ |
| 2018 - 2022     | A Discovery of Witches | Satu Järvinen | 15 episodios |
| 2018 - presente | Advokaten              | Sara Khalil   | 10 episodios |

### Películas
| Año  | Título                     | Personaje       | Notas |
| ---- | -------------------------- | --------------- | --- |
| 2019 | Turpa Kiinni Minun Haters  | Sofia           | |
| 2017 | Armoton maa                | Cindy           | |
| 2016 | Nordic Instinct            | -               | junto a Mikael Persbrandt                                                                                     |
| 2015 | The Girl King              | Reina Kristina  | junto a Sarah Gadon, Michael Nyqvist, François Arnaud, Laura Birn, Peter Lohmeyer y Martina Gedeck            |
| 2014 | Flugparken                 | Diana           | junto a Sverrir Gudnason, Peter Andersson, Leonard Terfelt y Joar Hennix Raukola                              |
| 2013 | Kärlek deluxe              | Vanja           | junto a Moa Gammel, Martin Stenmarck, Andreas La Chenardière, Sarah Dawn Finer, Peter Dalle y Görel Crona     |
| 2013 | Snabba Cash - Livet Deluxe | Natalie Krajnic | junto a Joel Kinnaman, Matias Varela, Martin Wallström, Dejan Čukić y Madeleine Martin                        |
| 2012 | Prime Time                 | Hannah Persson  | junto a Malin Crépin, Björn Kjellman, Leif Andrée, Kajsa Ernst, Erik Johansson, Richard Ulfsäter y Moa Gammel |
| 2011 | Happy End                  | Katrine         | junto a Gustaf Skarsgård, Johan Widerberg, Peter Andersson, Mariah Kanninen y David Dencik                    |
| 2010 | Tussilago                  | -               | corto - junto a Camaron Silverek y Fredrik Wagner                                                             |